# Fischbussard

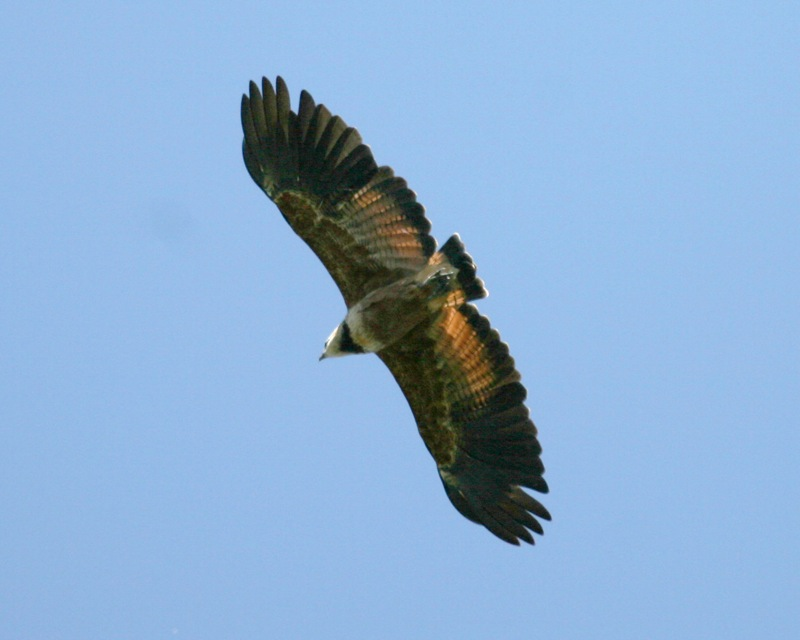
Flugbild des Fischbussards

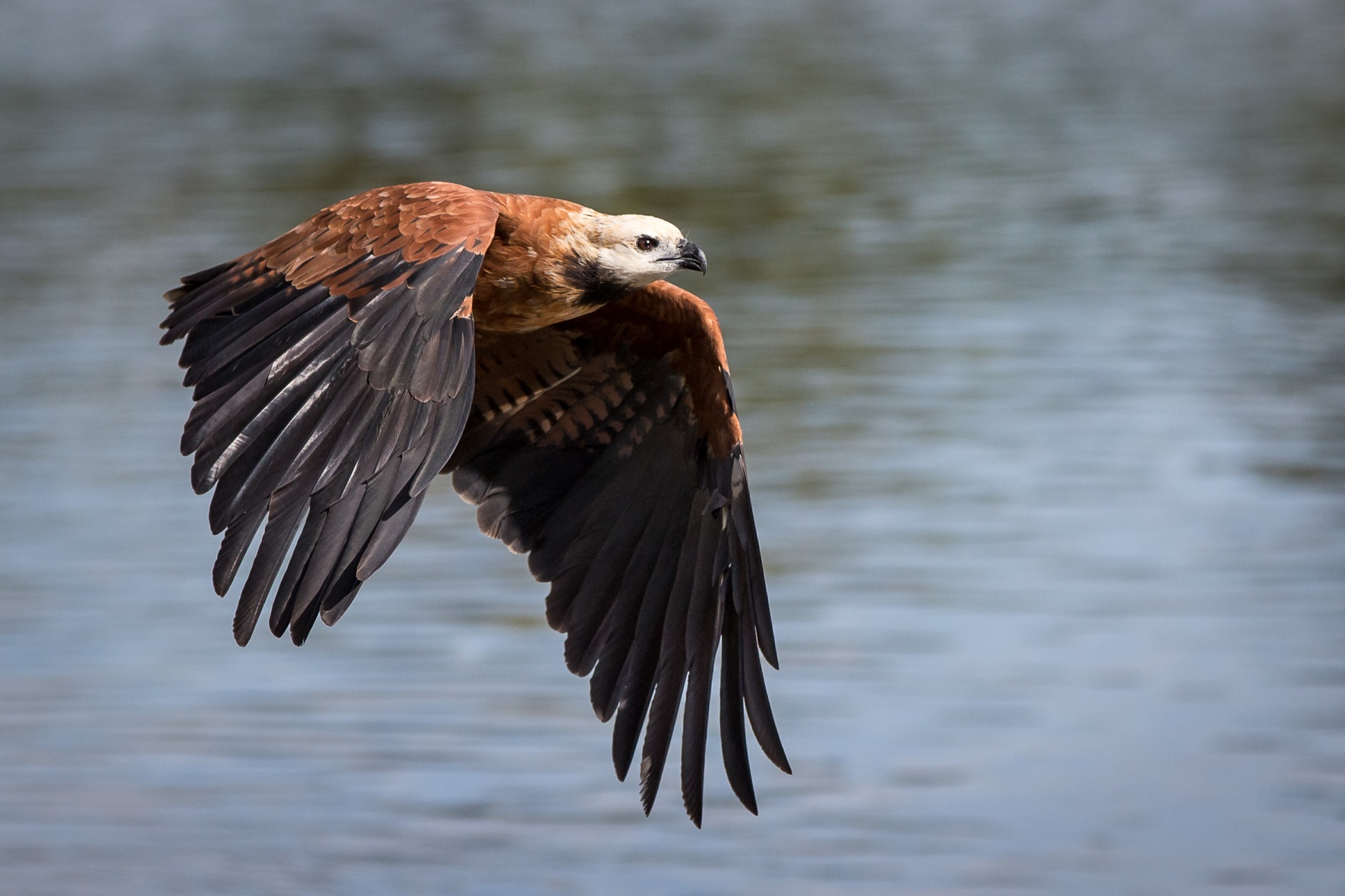
Fischbussard im Abflug

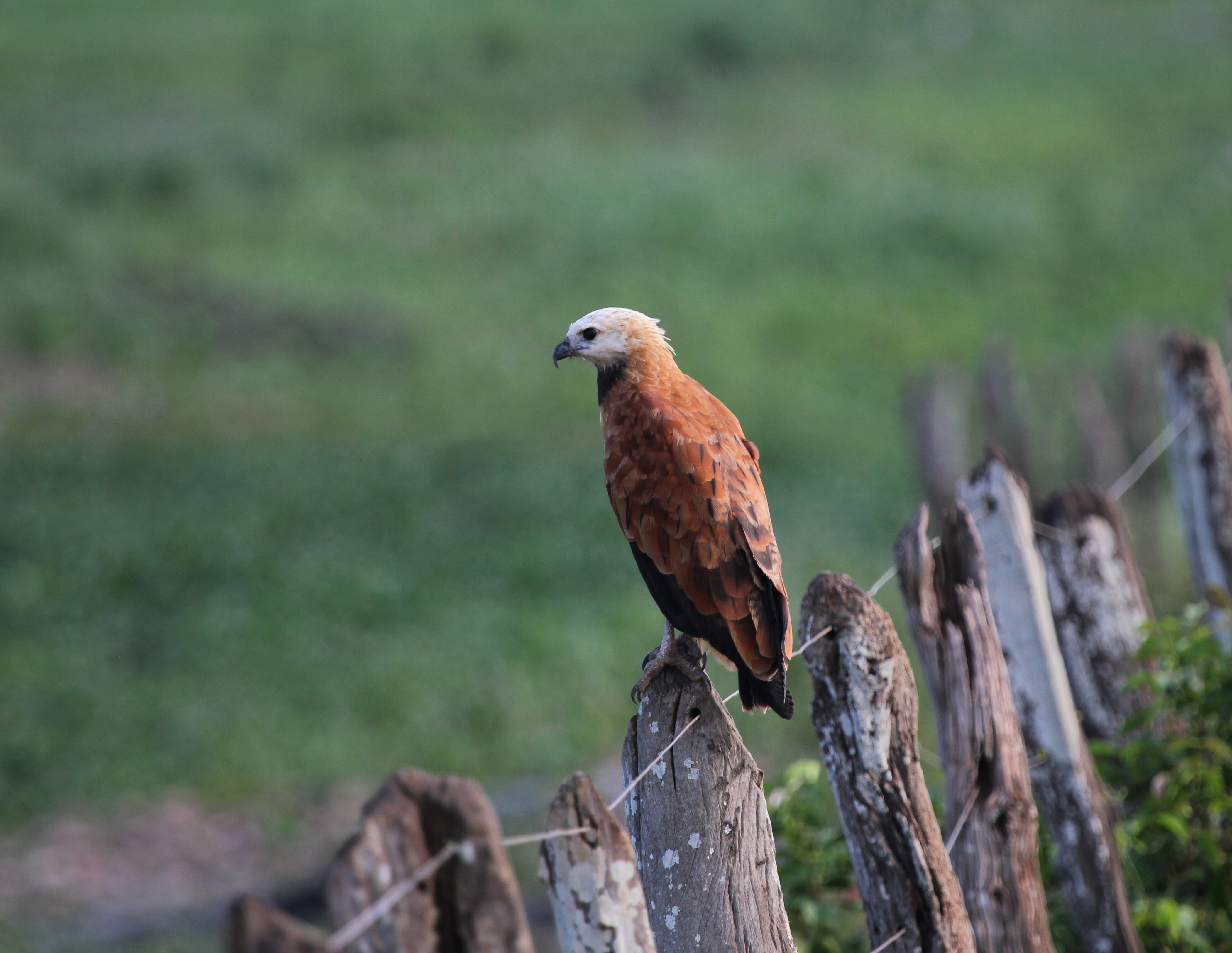
Der Fischbussard jagt oft von Ansitzen aus

Der Fischbussard (Busarellus nigricollis) ist eine Greifvogelart aus der Unterfamilie der Bussardartigen (Buteoninae), deren Verbreitung vom äußersten Süden Nordamerikas über Mittelamerika und große Teile des tropischen Südamerikas reicht. Er ernährt sich überwiegend von Fischen, die er aus dem flachen Wasser fängt. Die Art ist in Südamerika vielerorts recht häufig.

## Beschreibung

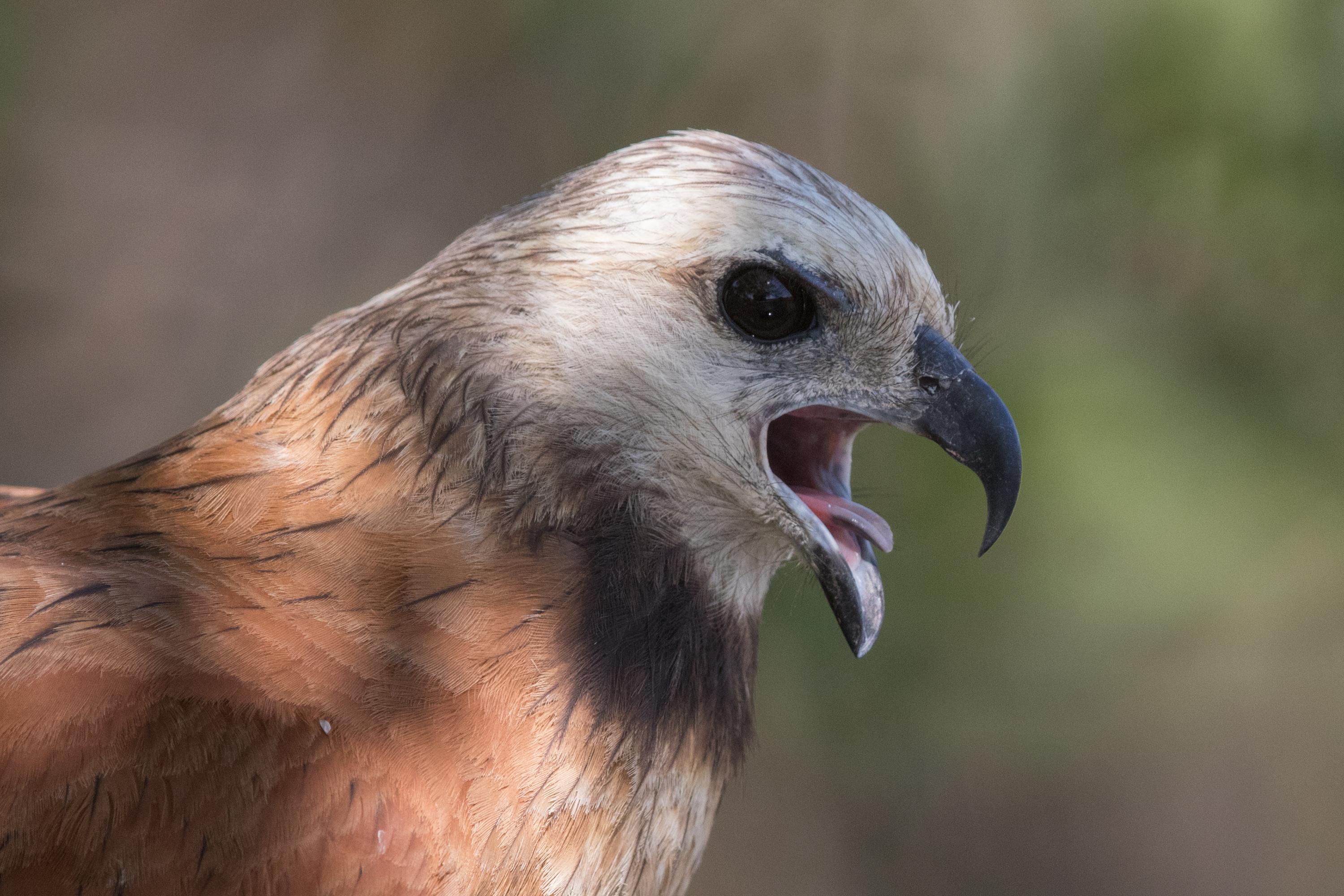
Porträt

Der Fischbussard ist mit einer Körperlänge zwischen 45,5 und 58 cm und einer Flügelspannweite von 115 bis 143 cm etwa so groß wie ein Mäusebussard. Männchen wiegen zwischen 391 und 717 g, Weibchen zwischen 580 und 829 g. Die Art ist kräftig gebaut mit verhältnismäßig kleinem Kopf. Das Flugbild wird gekennzeichnet durch lange, sehr breite und gerundete Flügel mit ausbauchenden Armschwingen und einem auffallend kurzen Schwanz, der häufig aufgefächert ist. Die Geschlechter unterscheiden sich kaum; Weibchen sind durchschnittlich meist lediglich 6 %, maximal jedoch bis zu 15 % größer als Männchen.
Bei adulten Vögeln ist die Iris rötlich braun, die Wachshaut schwärzlich grau. Sie sind oberseits überwiegend rötlich zimtfarben, unterseits etwas heller zimtfarben gefiedert. Dazu kontrastiert der cremefarbene bis weiße Kopf und ein schwarzer Halbring am vorderen Hals. Scheitel- und Nackengefieder sind mit schmalen, dunklen Schaftstrichen durchsetzt. Auf Rücken, Schultern und Oberflügeldecken finden sich zerstreut breitere schwarze Schaftstreifen.  Die Handschwingen sind schwarz, die Armschwingen und Steuerfedern auf zimtrötlichem Grund dunkel gebändert und tragen eine breite schwarze Subterminalbinde. Auf den Steuerfedern findet sich zudem ein schmaler weißlicher Endsaum. Füße und Beine sind bläulich weiß bis fahl fleischfarben.
Im Jugendkleid lassen sich schon die Gefiederpartien adulter Vögel wiedererkennen. Jedoch ist der Kopf dunkler beige und stärker gestrichelt, der dunkle Halsring diffuser und breiter. Die Oberseite ist matt rötlich braun mit grober schwärzlicher Fleckung auf Rücken und Oberflügel. Die Unterseite ist zimtbeige mit heller, gleichmäßig oder spärlich dunkel gestrichelter Brust und auf zimtfarbenem Grund dunkel quergebändertem Bauch.
Im zweiten Jahr ähneln die Vögel stärker dem Adultkleid. Jedoch sind Unterseite und Flügelzeichnung fleckig, die Beinbefiederung ist dunkel gebändert und die dunkle Schwanzbinde ist schmaler.
Die Art ist die einzige ihrer Gattung und unterscheidet sich von anderen Bussardartigen unter anderem durch die dornigen Sohlen und Zehen sowie die stark gebogenen Krallen – Merkmale, die an den Fischadler erinnern. Im Unterschied zu diesem ist das Gefieder nicht wasserabweisend, so dass Vögel, die über die Beine hinaus ins Wasser getaucht sind, sich lange trocknen müssen. Bisweilen kann sich das Gefieder derart mit Wasser vollsaugen, dass die Vögel sich schwimmend ans Ufer retten müssen.

## Verbreitung

Verbreitungsgebiet des Fischbussards

Das neotropische Verbreitungsgebiet des Fischbussards reicht vom äußersten Süden Nordamerikas über Mittelamerika, wo er eher selten ist, über große Teile des tropischen Südamerikas. Hier ist er östlich der Anden weit verbreitet und kann lokal recht häufig sein.
In Mexiko reicht das Areal vom südlichen Veracruz und Campeche bis auf die  Halbinsel Yucatán sowie an der Pazifikküste von Sinaloa bis Chiapas. In Mittelamerika kommt die Art in Guatemala, Belize, El Salvador, Honduras, Nicaragua, Costa Rica und Panama vor. In Südamerika zieht sich die Westgrenze der Verbreitung durch Kolumbien und den Osten Ecuadors, über den östlichen Teil Perus und Boliviens sowie den Nordosten Argentiniens bis durch das nördliche Uruguay. Östlich dieser Grenze fehlt die Art nur im Bergland von Guayana und im Nordwesten Brasiliens. Auf Trinidad kommt sie zerstreut vor.

## Geografische Variation
Es werden zwei Unterarten anerkannt, von denen die weitverbreitete Nominatform kleiner ist und einen eher beige gefiederten Kopf aufweist, die südlichere Unterart hingegen größer und weißköpfiger ist.
- B. n. nigricollis (Latham, 1790)[4] – von Mittelamerika südwärts bis Bolivien und Südbrasilien
- B. n. leucocephalus (Vieillot, 1816)[5] – östliches Bolivien, Paraguay, Nordargentinien und nördliches Uruguay

## Lebensraum
Der Fischbussard kommt an Gewässern mit Süß- und Brackwasser vor, die vorwiegend im Tiefland gelegen sind. Er besiedelt dabei eine Vielzahl von Landschaftstypen, die von bewaldeten Gebieten bis hin zu Offenlandschaften reichen. Man findet ihn in Mangrovenwäldern, ausgedehnten Sumpflandschaften, Reisfeldern, an Entwässerungsgräben entlang von Straßen, an Waldbächen, Teichen und Tümpeln und auch auf den sumpfigen Flussinseln Amazoniens. Wichtig ist das Vorhandensein von seichten Stillgewässern oder Altarmen mit langsamer Fließgeschwindigkeit, die nicht selten eine ausgeprägte Schwimmblattvegetation aufweisen. Die Höhenverbreitung liegt meist unter 500 m, selten reicht sie auch bis 1500 m hinauf.

## Ernährung

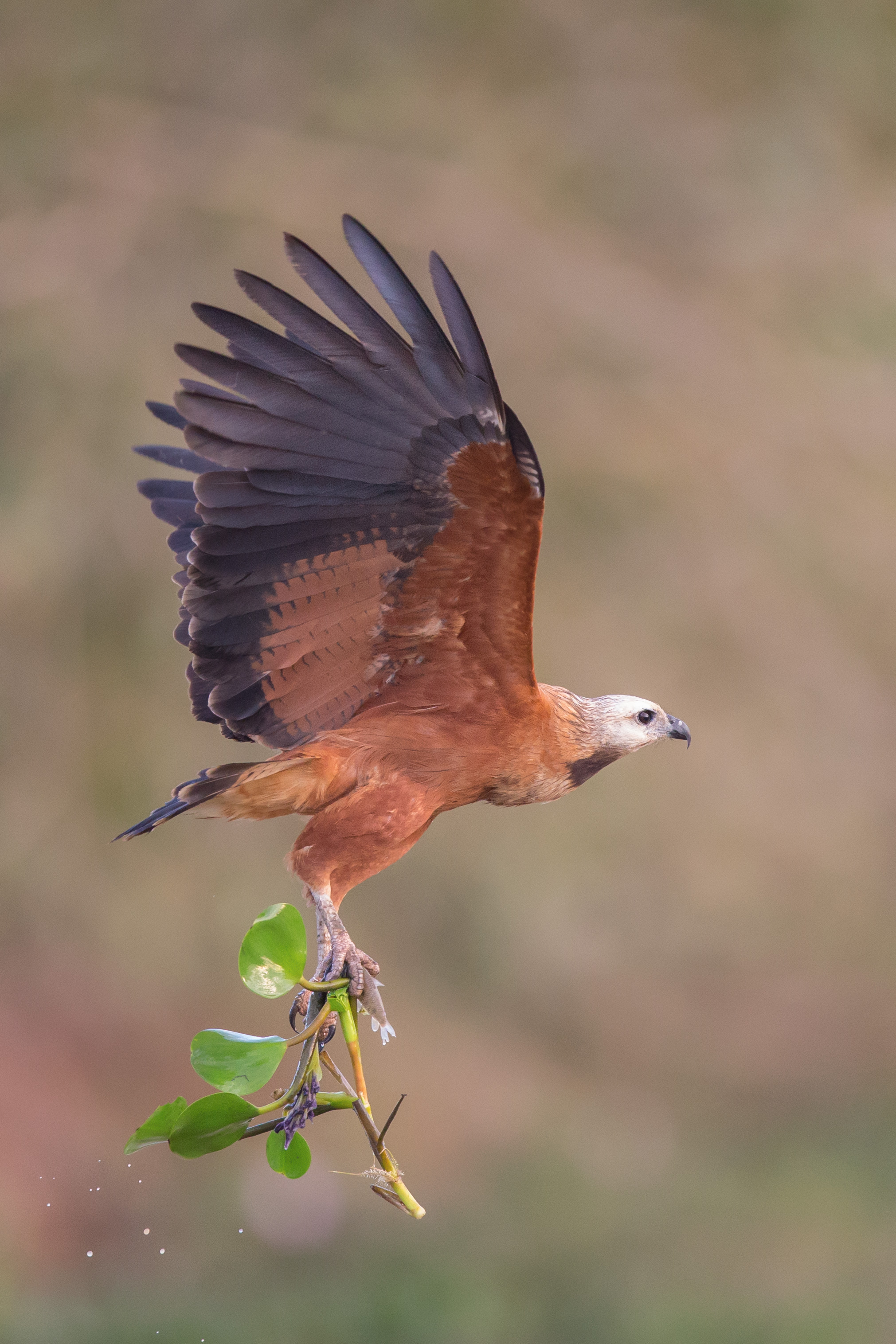
Mit Fisch und Wasserpflanze

Der Fischbussard ernährt sich überwiegend von Fischen wie beispielsweise dem Traíra, gelegentlich aber auch von Fröschen, Jungvögeln, Schnecken oder Großinsekten wie beispielsweise Riesenwanzen. Eher selten werden auch kleine Säugetiere, Vögel oder Eidechsen erjagt und in einem Fall wurde auch ein etwa 40 cm langer Brillenkaiman als Beute festgestellt.
Meist jagt der Fischbussard von einem Ansitz am Ufer aus wie zum Beispiel überhängenden Zweigen, Pfählen oder Sträuchern. Er lässt sich ein kurzes Stück gleiten und greift die Beute mit Hilfe der stacheligen Fänge aus dem flachen Wasser oder aus der Schwimmblattvegetation. Gelegentlich geschieht dies auch aus dem Segelflug heraus. Die Beute wird dann meist zu einer etwa 100 bis 300 m weit entfernten Warte getragen. Einer kurzen Feldstudie zufolge waren 57 % der Jagdversuche erfolgreich.

## Fortpflanzung
Die Brutzeit liegt in Surinam zwischen Juni und Dezember, beginnt in Guyana und Kolumbien ab April sowie in Paraguay und Nordargentinien ab August oder September.
Die teils recht große Horste bestehen aus Zweigen und werden vermutlich mit frischem Laub ausgekleidet. Sie stehen etwa 12–15 m hoch oder höher in großen Bäumen, die sich oft in Gewässernähe befinden. Oft wird auch in Mangrovenwäldern, bisweilen auch in Kaffeepflanzungen unter Schattenbäumen genistet. Offenbar wird das Nest manchmal in Folgejahren wiederverwendet. Das Gelege besteht aus 1–2 Eiern.

## Wanderungen
Der Fischbussard ist meistens Standvogel. Bei Trockenheit oder niedrigen Wasserständen kann es jedoch zu Dismigrationen kommen. Am Río Paraguay ist die Art im Juni besonders häufig anzutreffen.

## Etymologie und Forschungsgeschichte
Die Erstbeschreibung des Fischbussards erfolgte 1790 durch John Latham unter dem wissenschaftlichen Namen Falco nigricollis. Als Verbreitungsgebiet gab er Cayenne an. 1843 führte René Primevère Lesson die für die Wissenschaft neue Gattung Busarellus ein. Dieser Begriff basiert auf Falco busarellus Daudin, 1800, einem Synonym zu B. n. nigricollis. Der Name leitet sich als Diminutiv zu französischen Wort Buse für Bussard ab. Der Artname nigricollis ist ein Wortgebilde aus lateinisch niger ‚schwarz‘ und lateinisch -collis, collum ‚-nackig, -kehlig, Nacken‘. Leucocephalus leitet sich von λευκος leukos, deutsch ‚weiß‘ und -κεφαλος, κεφαλη -kephalos, kephalē, deutsch ‚-köpfig, Kopf‘ ab. Alfred Laubmann hatte für sein Werk Die Vögel von Paraguay einen Balg, gesammelt von Eugen Josef Robert Schuhmacher (1906–1973) in Monte Sociedad im Gran Chaco, zur Verfügung. In der Literatur betrachtete er in einem von Richard Otto Rohde (1855–1912) gesammelten Exemplar aus Lambaré durch Hans Hermann Carl Ludwig von Berlepsch, in Fortin Donovan am Río Pilcomayo und Concepción durch John Graham Kerr, in der Colonia von Pedro Risso durch Tommaso Salvadori sowie in Villa Franca im Departamento Ñeembucú durch Claude Henry Baxter Grant Nachweise für das Land. Zusätzlich erwähnte Laubmann Gavilane de Estero del cabeza blanca von Félix de Azara. Laubmann nannte Busarellus nigricollis australis Swann, 1922 als Unterart für Paraguay, ein Name der heute als Synonym für B. n. leucocephalus steht. Swann führte ebenso 1922 Busarellus nigricollis macropus ein Synonym für die Nominatform ein. Australis hat seinen Ursprung in lateinisch australis, auster, austri ‚südlich, Süden‘. macropus in μακρος makros, deutsch ‚lang‘ und πους, ποδος pouspodos, deutsch ‚Fuß‘.

## Bestand
Der Fischbussard ist nicht bedroht.  Im nördlichen Teil seiner Verbreitung ist er generell eher selten, in Südamerika jedoch in geeigneten Habitaten oft recht häufig. Regional kann er aber auch dort nur zerstreut vorkommen wie beispielsweise im Süden Brasiliens. In Mittelamerika ist der Bestand aufgrund von Entwässerungen und zunehmender Landnutzung teils rückläufig.